# Au/Ra

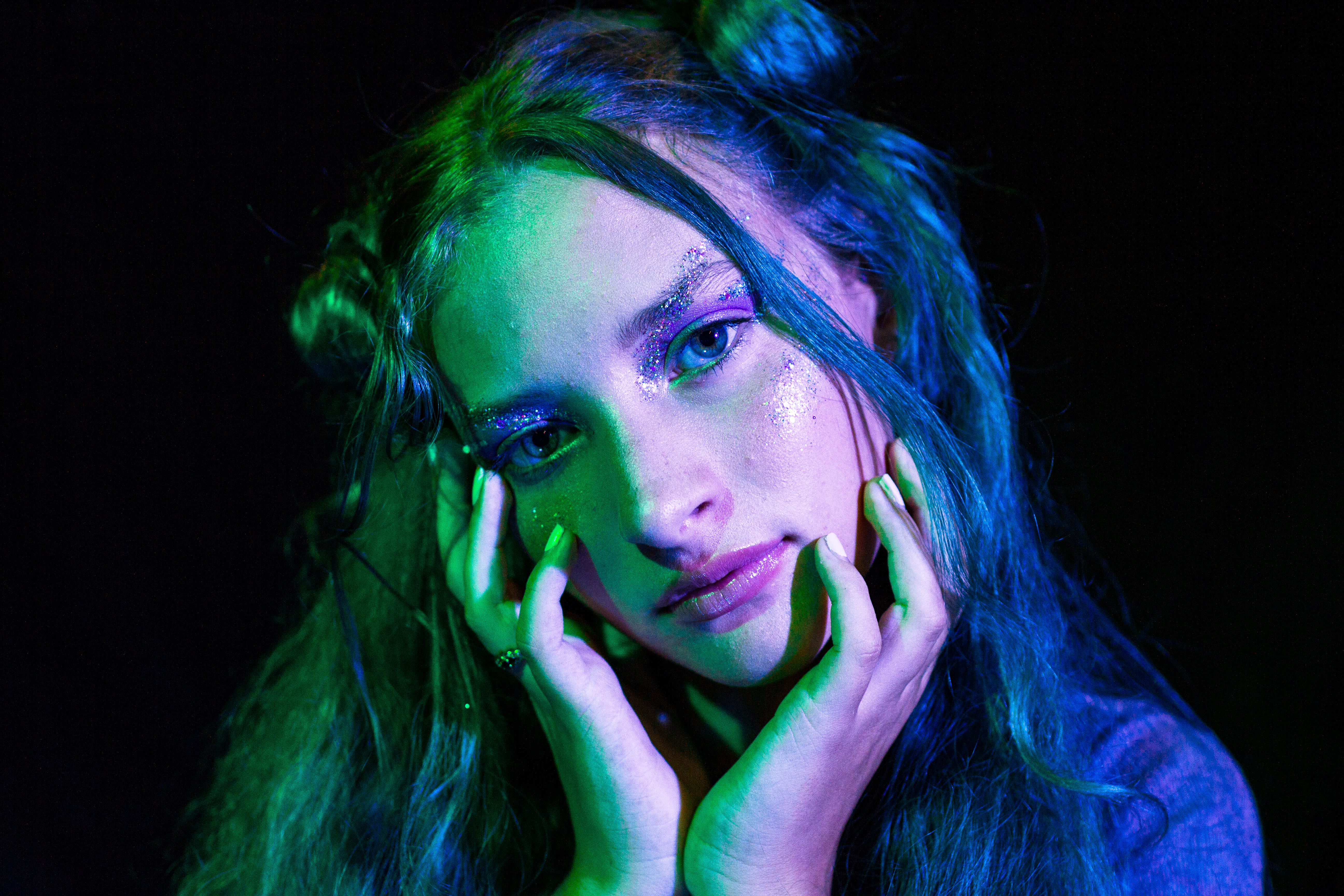
Au/Ra (2018)

Jamie Lou Stenzel (* 15. Mai 2002 in Ibiza), bekannt unter ihrem Künstlernamen Au/Ra, ist eine deutsche Sängerin.

## Biografie
Au/Ra wurde auf Ibiza geboren und wuchs in St. John’s auf der Insel Antigua auf. Ihr Vater ist der deutsche Produzent Torsten Stenzel. Seit März 2020 lebt sie in London. Laut eigener Aussage bezieht sich ihr Künstlername einerseits auf die chemischen Symbole für Gold (Au) und Radium (Ra), andererseits auf einer selbsterstellten Fanfiction zum Fantasy-Roman Der Herr der Ringe.
Au/Ra veröffentlichte 2016 ihre erste Single Concrete Jungle. 2018 folgte die Single Panic Room, die sich in der Remixversion von CamelPhat in den britischen Singlecharts platzierte und von der British Phonographic Industry mit einer Platin-Schallplatte ausgezeichnet wurde. Mit dem norwegischen Musikproduzenten Alan Walker arbeitete sie bei dessen Singles Darkside und Ghost zusammen. 2020 veröffentlichte die Sängerin das Lied I Miss U, eine Zusammenarbeit mit dem englischen DJ Jax Jones. Auch dieses Lied erreichte eine Platzierung in den britischen Singlecharts.

## Diskografie
EPs
| Jahr | Titel Musiklabel                                                         | Anmerkungen                            |
| ---- | ------------------------------------------------------------------------ | -------------------------------------- |
| 2017 | Outsiders Loudmouth Music • RCA Records (Sony)                           | Erstveröffentlichung: 26. Oktober 2017 |
| 2018 | X Games Loudmouth Music • RCA Records (Sony)                             | Erstveröffentlichung: 19. Oktober 2018 |
| 2021 | Soundtrack to an Existential Crisis Loudmouth Music • RCA Records (Sony) | Erstveröffentlichung: 27. August 2021  |